# Головановский, Ричард Иванович
Ричард Иванович Головановский (15 апреля 1898 года, Виндава, ныне Вентспилс — 3 января 1962 года, Москва) — советский военный деятель, Генерал-майор артиллерии (1943 год).

## Начальная биография
Ричард Иванович Головановский родился 15 апреля 1898 года в Виндаве ныне Вентспилсе.

## Военная служба

### Первая мировая и гражданская войны
В 1916 году был призван в ряды Русской императорской армии, а в 1917 году вступил в Красную гвардию.
В мае 1918 года был призван в ряды РККА и направлен на учёбу на 1-е Советские Петроградские командные курсы, после окончания которых в декабре был назначен на должность командира взвода в составе 2-го легко-артиллерийского дивизиона (8-я экспедиционная дивизия, а с мая 1920 года — Карельский боевой артиллерийский участок), а с ноября 1920 года назначался на должности коменданта, помощника командира и командира батареи воздушной обороны Петрограда. Принимал участие в боевых действиях под Петроградом и в Карелии.

### Межвоенное время
В феврале 1923 года был уволен в запас, после чего был назначен на должность начальника учебного батальона Петроградской губернской милиции.
В феврале 1924 года был во второй раз призван в ряды РККА, после чего исполнял должность заведующего учебной частью учебной батареи Сибирского военного округа. В октябре 1925 года после окончания Высшей школы физподготовки имени В. И. Ленина был направлен во 2-ю Приамурскую отдельную Краснознамённую дивизию, где служил на должностях заведующего физподготовкой и командира учебной батареи дивизии. Принимал участие в конфликте на КВЖД.
С октября 1931 года служил в составе 26-й Сталинской стрелковой дивизии на должностях командира артиллерийского дивизиона 78-го стрелкового полка и начальника штаба 26-го артиллерийского полка. В июле 1933 года был назначен на должность помощника командира 12-го артиллерийского полка по строевой части, в марте 1934 года — на должность начальника артиллерии Сучанского укрепрайона, в мае 1935 года — на должность командира и комиссара 35-го артиллерийского полка (35-я стрелковая дивизия), в июле 1937 года — на должность начальника артиллерии 69-й стрелковой дивизии, а в июне 1938 года — на должность командира 10-го гаубичного артиллерийского полка (10-я стрелковая дивизия).
Головановский в конце июня 1938 года приказом НКО был уволен в запас по ст. 44, п. «в», но в сентябре 1939 года восстановлен в кадрах РККА и назначен на должность начальника артиллерии 182-й стрелковой дивизии, в мае 1940 года — на должность помощника начальника артиллерии 21-го стрелкового корпуса (Московский военный округ), а в августе того же года — на должность начальника артиллерии 20-го стрелкового корпуса.

### Великая Отечественная война
С началом войны Головановский находился на прежней должности. Корпус принимал участие в боевых действиях в районе Минска, Могилёва и Чаус. 25 июля 1941 года во время Смоленского сражения корпус попал в окружение в районе Кричева, из которого Головановский вместе с группой бойцов 12 декабря вышел в районе Ельца.
В январе 1942 года был назначен на должность начальника артиллерии 8-го кавалерийского корпуса, который принимал участие в наступательных боевых действиях под Москвой, а также в Воронежско-Ворошиловградской оборонительной операции, с сентября вёл боевые действия на Воронежском фронте, с ноября участвовал в контрнаступлении под Сталинградом, а затем в Ворошиловградской наступательной операции.
25 февраля 1943 года был назначен на должность командира 7-го гвардейского кавалерийского корпуса, который с марта вёл оборонительные боевые действия на реке Северский Донец. В сентябре 1943 года по состоянию здоровья был назначен на должность начальника Рязанского артиллерийского училища, а в августе 1944 года — на должность начальника 3-го Ленинградского артиллерийского училища.

### Послевоенная карьера
После окончания войны находился на прежней должности.
В мае 1947 года был назначен на должность помощника начальника по строевой части Артиллерийской академии имени Ф. Э. Дзержинского, а в 1950 году — на должность старшего преподавателя военной кафедры Московского института цветных металлов и золота имени М. И. Калинина.
Генерал-майор артиллерии Ричард Иванович Головановский в марте 1952 года вышел в отставку. Умер 3 января 1962 года в Москве. Похоронен на Ваганьковском кладбище.

## Награды
- Два ордена Ленина;
- Три ордена Красного Знамени;
- Медали;
- Иностранный орден.